# 8753 Nycticorax
8753 Nycticorax è un asteroide della fascia principale. Scoperto nel 1960, presenta un'orbita caratterizzata da un semiasse maggiore pari a 2,3204942 UA e da un'eccentricità di 0,1899776, inclinata di 2,84140° rispetto all'eclittica.